# Guardia Republicana del Perú

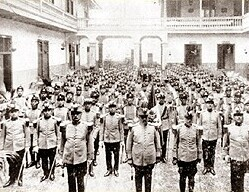
Batallón de Gendarmes de Infantería "Guardia Republicana del Perú" N.º 1 en su cuartel de la calle "Sacramentos de Santa Ana" en los Barrios Altos - Cercado de Lima - Perú.

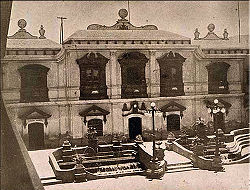
Quinta de Presa en el distrito del Rímac, esta edificación colonial fue, desde 1931, el Cuartel Nacional del Regimiento de Gendarmes de Infantería "Guardia Republicana". Foto de 1932.

La Guardia Republicana del Perú (GRP) fue el Cuerpo de Gendarmería que tenía como misión prestar seguridad a las sedes de las instituciones públicas y establecimientos penitenciarios, así como vigilar las fronteras nacionales. Su santo patrón fue el Señor crucificado del Rímac. Dependía del Ministerio del Interior.

## Historia

### Creación de la Gendarmería Nacional
El origen de la Guardia Republicana se encuentra en la Gendarmería Nacional. Las fuerzas policiales fueron reorganizadas por Decreto Supremo del 14 de abril de 1852 durante el gobierno de José Rufino Echenique Benavente.
En 1855, el presidente Ramón Castilla reorganizó la Gendarmería, refundiendo en ella los cuerpos de policía existentes y estableció estrictos requisitos de ingreso e incremento sus efectivos.
Al año siguiente Castilla, continuando con la reorganización de la Gendarmería, expide el Decreto del 7 de abril de 1856, el cual dispone que “Los cuerpos de policía y de vigilantes que existen hoy, se reunirán en uno solo que con el nombre de Gendarmes se empleará exclusivamente en mantener la seguridad pública; constará de dos regimientos, uno de infantería y otro de caballería, el primero compuesto de dos batallones y el segundo de cuatro escuadrones".
Del Regimiento de Gendarmes de Infantería (compuesto de 2 batallones) sería el Batallón de Gendarmes de Infantería N.º 1, que tomaría como sede el Cuartel “Sacramentos de Santa Ana”, ubicado en la calle del mismo nombre y aledaño a la Plaza Italia, en Barrios Altos, Lima, hoy ocupado por el Centro Educativo Estatal N.º 1168 “Héroes del Cenepa”, el que se denominaría "Guardia Republicana" el 7 de agosto de 1919.
En cuanto al Batallón de Gendarmes de Infantería N.º 2, este tomaría como sede el Cuartel “San Lázaro”, ubicado en la antigua calle "Matamoros" (actual cuadra 5 del jirón Trujillo), en el distrito del Rímac, Lima, hoy ocupado por la Institución Educativa Estatal N" 3021 "San Juan Macías".

### La Reorganización Policial del Presidente Manuel Pardo
En el año 1873, durante el gobierno de Manuel Pardo y Lavalle se ratifica la organización de la Gendarmería y su organización netamente militar, pero destinada a cumplir funciones del mantenimiento del orden y la seguridad.
Esta gendarmería, con el nombre de Batallón “Lima” N.º 8, de 391 plazas y a órdenes del teniente coronel Remigio Morales Bermúdez, participa en la guerra del Pacífico.

### Leguía crea el Batallón "Guardia Republicana"
Durante su segundo gobierno, el presidente de la República Augusto Leguía, a sugerencia del General del Ejército del Perú Gerardo Álvarez, quien estando en París pudo apreciar los importantes y eficientes servicios que cumplía en la República Francesa una institución denominada “Legión de la Guardia Republicana”, por Resolución Suprema del 7 de agosto de 1919 dispuso, emulando a la Guardia Republicana de Francia, que el Batallón de Gendarmes de Infantería N.º 1 se denominara Batallón de Gendarmes de Infantería "Guardia Republicana del Perú" N° 1, el cual debería tener las mismas funciones que la Guardia Republicana de París ya que fue creada a su imagen y semejanza, dándole como misión la seguridad de los establecimientos y servicios públicos, "la seguridad del Palacio de Gobierno y el Congreso de la República".
La sede del Batallón de Gendarmes de Infantería "Guardia Republicana del Perú" N° 1 de la Gendarmería Nacional continuó siendo el Cuartel "Sacramentos de Santa Ana" en los Barrios Altos, su primer Jefe fue el Sargento Mayor Florentino Bustamante, quién venía ejerciendo el comando del Batallón de Gendarmes de Infantería N.º 1 desde el 9 de julio de 1919 y continuó como jefe de dicho Batallón hasta el 30 de septiembre de 1923.
En la década del 20 del siglo XX el Batallón de Gendarmes de Infantería “Guardia Republicana del Perú” N° 1 cambia su denominación por la de Regimiento de Gendarmes de Infantería “Guardia Republicana del Perú” N° 1.
Por disposición del Presidente de la República Augusto Leguía se destina, en 1931, parte de la Quinta de Presa para la instalación del Cuartel Nacional del Regimiento de Gendarmes de Infantería "Guardia Republicana".
El 10 de febrero de 1931, se dio una nueva Resolución Suprema de reorganización del Regimiento "Guardia Republicana", poniéndola al mando de un Coronel, aumentando sus efectivos con un batallón, e incrementando el Personal de su Banda de música.
Durante el gobierno del presidente David Samanez Ocampo y Sobrino se intentó unificar, en 1931, a la Guardia Civil y Policía con la Guardia Republicana convirtiéndose el Regimiento "Guardia Republicana" en el 2.º Regimiento de Infantería del Cuerpo de Seguridad de la República.
Cuando asumió la presidencia de la República el comandante EP Luis Miguel Sánchez Cerro, procedió, el 8 de diciembre de 1931, a firmar el decreto supremo de la reorganización de la Guardia Republicana del Perú y a la devolución de su bandera de guerra.
El presidente Sánchez Cerro, el 29 de febrero de 1932, reorganiza nuevamente al Regimiento "Guardia Republicana", con Plana Mayor, Servicios Especiales, Banda de Música, Sección Fuera de línea, Compañía de Ametralladoras y 6 Compañías de Fusileros al mando del Coronel EP Enrique Herbozo Méndez, como Primer Jefe del Regimiento de Infantería
En 1932 el Regimiento "Guardia Republicana" adopta el lema "Honor, Lealtad y Disciplina".
Varios meses después del asesinato de Sánchez Cerro, ocurrido el 30 de abril de 1933, el Regimiento “Guardia Republicana” continuó siendo la Guardia Presidencial de Infantería del Palacio de Gobierno del Perú hasta su reemplazo, en 1934, por la Compañía de Ametralladoras de Palacio que estaba integrada por personal policial perteneciente al Cuerpo de Seguridad de la República.

### Institucionalización de la Guardia Republicana del Perú
El 23 de marzo de 1935, el presidente Óscar R. Benavides; promulga la Ley N.º 8072, Ley Orgánica de la Guardia Republicana, mediante la cual se reorganizaban las tropas de la Guardia Republicana, estableciendo sus nuevas misiones específicas, las que debía cumplir en todo el territorio de la República. El 30 de mayo del mismo año se da la reglamentación respectiva.
Las Misiones Específicas Contenidas en la Ley N.º 8072 del 23 de marzo de 1935 fueron:
1. Mantenimiento del orden en caso de reuniones o agrupaciones tumultuosas. (Misión que perdió cuando se dio el Decreto Ley N.º 10870 del 23 de diciembre de 1969).
2. Asegurar la vigilancia de los establecimientos penales.
3. Custodia de los edificios del Estado que lo requieran.
4. Intervenir en todos los actos relacionados con la protección del Estado que no puedan cumplir las fuerzas de la Guardia Civil y Policía o que no exijan la intervención de las tropas del Ejército.
5. En tiempo de guerra asegurarán la policía judicial en el Gran Cuartel General del Ejército y servirán de encuadramiento para formaciones territoriales.

La Dependencia de la Guardia Republicana, desde su creación, fue siempre del Ministerio de Gobierno y Policía, hoy Ministerio del Interior. Su dependencia estaba en las mismas condiciones que las fuerzas de la Guardia Civil y Policía.
Los reglamentos a que se ceñían las tropas de la Guardia Republicana eran los Reglamentos Militares de Infantería vigentes.
Su sede fue la capital de la República; en las ocasiones que debiera actuar en otros lugares del territorio nacional, lo haría mediante “destacamentos rápidos”.
En la Campaña Militar de 1941 el Regimiento “Guardia Republicana” participa activamente con 2 compañías de infantería de 140 hombres cada una, las que conformaron el frente comprendido entre Canchis y Chinchipe.
El 5 de noviembre de 1960, durante el gobierno de Manuel Pardo, se definen las funciones de las fuerzas dependientes del Ministerio de Gobierno y Policía asignándosele a la Guardia Republicana, como funciones específicas, el "asegurar la vigilancia y custodia de los establecimientos penales y de tutela, proteger los edificios del Estado y establecimientos públicos y proteger las instalaciones vitales y demás que se le asignen".
El 22 de noviembre de 1960, se expide el Decreto Supremo N° 2541, donde se dispone se asigna como funciones específicas de la Guardia Republicana "la custodia y vigilancia de las fronteras con las Repúblicas vecinas".
Mediante Decreto Supremo N.º 2904 del 6 de abril de 1964 se dispone la creación del Centro de Instrucción de la Guardia Republicana con sus Escuelas de Oficiales y de Guardias.
En la Campaña Antisubversiva de 1965 la “Guardia Republicana” participa activamente con la compañía “Zorro”.
El Decreto Ley N.º 18070 del 23 de diciembre de 1969, Ley Orgánica de la Guardia Republicana, dado durante el gobierno de Juan Velasco Alvarado, determina, entre las misiones de la Guardia Republicana: La vigilancia de las fronteras, sujetándose a los planes de la fuerza armada; la seguridad en los establecimientos penales; la seguridad en los establecimientos y servicios públicos; vigilancia y control de puertos; y el auxilio a las autoridades y particulares, cuando la situación lo requiera.
Durante décadas, el comando del Regimiento “Guardia Republicana” fue ejercido, desde su creación, por un Oficial (General o Coronel) del Ejército Peruano, pero es al llegar la década del 70 del siglo XX que el comando fue ejercido ininterrumpidamente por Oficiales Superiores de alta graduación (Coronel) natos de la Guardia Republicana, habiendo en septiembre de 1975 los militares entregado la Dirección General de la Guardia Republicana a un integrante de esta, el Coronel GRP Don Carlos Troncoso Castañeda.
No obstante en el periodo 1959 - 1962 el comando de la Guardia Republicana fue ejercido por el General GRP Rigoberto Serván Castañeda.

### Unificación de las Fuerzas Policiales
El presidente Alan García Pérez, en su primer gobierno, inició el 14 de septiembre de 1985, al amparo de la ley 24294 aprobada por el Congreso de la República, un proceso de reorganización de las Fuerzas Policiales.
El 4 de febrero de 1986, continuando con el proyecto emprendido, se expidieron los Decretos Legislativos Nros. 370, 371, 372 y 373 referentes a la Ley Orgánica del Ministerio del Interior, la Ley de Bases de las Fuerzas Policiales, Leyes Orgánicas de la Guardia Civil, Policía de Investigaciones y de la Guardia Republicana, en el caso de la Guardia Republicana fue el Decreto Legislativo 372 del 4 de febrero de 1986.
El Decreto Legislativo N.º 371 "Ley de Bases de las Fuerzas Policiales" sentó los pilares para la creación definitiva de la Policía Nacional del Perú.
La citada ley establece un comando único (esto es la Dirección General de las Fuerzas Policiales) y la formación también de un solo centro de estudios para la preparación de los oficiales policías (denominado Escuela de Oficiales de las Fuerzas Policiales con sede en el antiguo Centro de Instrucción de la Guardia Civil “Mariano Santos” en La Campiña - Chorrillos) y de una escuela nacional para los guardias y agentes (denominada Escuela Nacional de Policía con sede en el antiguo Centro de Instrucción de la Guardia Republicana en Puente Piedra).
El 6 de diciembre de 1988 fue publicada la Ley 24949 del 6 de noviembre de 1988 que modificando los artículos pertinentes de la Constitución Política del Perú de 1979 crea definitivamente la Policía Nacional del Perú, dicha ley fue dada y promulgada el 25 de noviembre de 1988.
Los objetivos que se buscaron fueron, entre otros, integrar las tres Fuerzas Policiales, hacer un mejor uso de los recursos económicos, desaparecer los conflictos que existían entre ellas originados por “dualidad de funciones” y, sobre todo, ofrecer un mejor servicio a la sociedad.
Con motivo de la unificación de las Fuerzas Policiales la Guardia Republicana pasó a denominarse “Policía de Seguridad” hasta 1991.

## Escalas y empleos
El orden jerárquico de la Guardia Republicana del Perú se estructuraba de acuerdo con el escalafón siguiente:
1. Oficiales generales:
- Teniente general.
- General.

2. Oficiales superiores:
- Coronel.
- Teniente coronel.
- Mayor.

3. Oficiales subalternos:
- Capitán.
- Teniente.
- Subteniente.

4. Suboficiales:
- Suboficial superior.
- Suboficial de 1.ª.
- Suboficial de 2.ª.
- Suboficial de 3.ª.

5. Tropa:
- Sargento 1.º.
- Sargento 2.º.
- Cabo.
- Guardia.[Nota 2]

- Alumno.